# Venezuelatandkwartel
De venezuelatandkwartel (Odontophorus columbianus) is een vogel uit de familie Odontophoridae. De wetenschappelijke naam van de soort is voor het eerst geldig gepubliceerd in 1850 door Gould.

## Voorkomen
De soort is endemisch in het midden-noorden van Venezuela.

## Beschermingsstatus
De totale populatie wordt geschat op 1500-7000 volwassen vogels. Op de Rode Lijst van de IUCN heeft de soort de status gevoelig.

## Afbeeldingen